# Japonia na Letnich Igrzyskach Olimpijskich 1932
Na Letnich Igrzyskach Olimpijskich 1932 reprezentowało Japonię 157 sportowców (141 mężczyzn i 16 kobiet) w 66 dyscyplinach.

## Medaliści
| Medal  | Nazwisko | Sport           | Konkurencja                       |
| ------ | --- | --------------- | --------------------------------- |
| Złoto  | Chūhei Nambu | Lekkoatletyka   | Mężczyźni, trójskok               |
| Złoto  | Yasuji Miyazaki | Pływanie        | Mężczyźni, 100 m styl dowolny     |
| Złoto  | Kusuo Kitamura | Pływanie        | Mężczyźni, 1500 m styl dowolny    |
| Złoto  | Masaji Kiyokawa | Pływanie        | Mężczyźni, 100 m styl grzbietowy  |
| Złoto  | Yoshiyuki Tsuruta | Pływanie        | Mężczyźni, 200 m styl klasyczny   |
| Złoto  | Hisakichi Toyoda, Masanori Yusa, Yasuji Miyazaki, Yakashi Yokayama | Pływanie        | Mężczyźni, 4 x 200 m styl dowolny |
| Złoto  | Takeichi Nishi | Jeździectwo     | Mężczyźni, skoki przez przeszkody |
| Srebro | Shūhei Nishida | Lekkoatletyka   | Mężczyźni, skok o tyczce          |
| Srebro | Tatsugo Kawaishi | Pływanie        | Mężczyźni, 100 m styl dowolny     |
| Srebro | Shōzō Makino | Pływanie        | Mężczyźni, 1500 m styl dowolny    |
| Srebro | Reizo Koike | Pływanie        | Mężczyźni, 200 m styl klasyczny   |
| Srebro | Toshio Irie | Pływanie        | Mężczyźni, 100 m styl grzbietowy  |
| Srebro | Hideko Maehata | Pływanie        | Kobiety, 200 m styl klasyczny     |
| Srebro | Shumkichi Hamada, Akio Sohda, Sadayoshi Kobayashi, Haruhiko Kon, Katsumi Shibata, Yoshio Sakai, Eiichi Nakamura, Kenichi Konishi, Hiroshi Nagata, Toshio Usami, Junzo Inohara, Masuyuki Asakawa | Hokej na trawie | Mężczyźni, hokej na trawie        |
| Brąz   | Chūhei Nambu | Lekkoatletyka   | Mężczyźni, skok w dal             |
| Brąz   | Kentaro Kawatsu | Pływanie        | Mężczyźni, 100 m styl grzbietowy  |
| Brąz   | Kenkichi Ōshima | Lekkoatletyka   | Mężczyźni, trójskok               |
| Brąz   | Tsutomu Ōyokota | Pływanie        | Mężczyźni, 400 m styl dowolny     |